# Urinstof
Urinstof, urea eller carbamid er en organisk kvælstofforbindelse, som kemisk set er et amid med formlen (NH2)2CO. Urea er et affaldsprodukt fra nedbrydning af proteiner (kvælstofstofskifte). Det udskilles i opløst form med urinen. Deraf det ældre navn "urinstof".
Urea bruges som en meget koncentreret kvælstofgødning, men da mange bakterier bruger enzymet urease, sker der hurtigt en omdannelse til ammoniak. Det giver et kvælstoftab, hvis gødningen ikke er nedfældet i jorden. Det samme kan opleves, når man bruger urea som tøsalt i stedet for kogsalt. Så vil urea omdannes til ammoniak på skosålerne og sprede en skarp "staldlugt" i hjemmet.
Urea var det første organiske stof, der blev fremstillet syntetisk kun ud fra uorganiske forbindelser under laboratorieforhold og uden for levende organismer. Det blev indledningen til en udforskning af de organiske stoffers kemi:
Nyere forskning har vist at ophobning af urinstof i hjernen kan føre til demens.